# Кубок африканських чемпіонів 1991
Кубок африканських чемпіонів 1991 — 27-й розіграш турніру, що проходив під егідою КАФ. Матчі проходили з квітня по 14 грудня 1991 року. Турнір проходив за олімпійською системою, команди грали по два матчі. Усього брали участь 38 команд. Чемпіонський титул уперше здобув туніський клуб «Клуб Африкен» із Дуала.

## Кваліфікація

### Попередній раунд
| Команда 1          | Заг.           | Команда 2               | 1-й матч | 2-й матч |
| ------------------ | -------------- | ----------------------- | -------- | -------- |
| Іфодже             | 1:3            | Сагель                  | 0:0      | 1:3      |
| АСФ Фіанаранцуа    | 4:1            | Сент-Льюїс Санс Юнайтед | 4:1      | 0:0      |
| Лесото Дефенс Форс | 0:3            | Памба                   | 0:3      | 0:0      |
| Темпете Мокаф      | 2:8            | Петру Атлетіку          | 2:4      | 0:4      |
| Аддіс-Абебу        | т. п.          | Джадідка                | —        | —        |
| Денвер Сандаунз    | 1:1 (пен. 4:2) | Габороне Юнайтед        | 0:1      | 1:0      |

Примітки
1. ↑  «Джадідка» знявся з турніру.

### Перший раунд
| Команда 1              | Заг.           | Команда 2                | 1-й матч | 2-й матч    |
| ---------------------- | -------------- | ------------------------ | -------- | ----------- |
| Аль-Аглі (Каїр)        | т. п.          | Аддіс-Абебу              | —        | —           |
| Аль-Іттіхад (Триполі)  | 0:2            | АСЕК Мімозас             | 0:2      | 0:0         |
| Аль-Меррейх (Омдурман) | 1:1 (пен. 7:8) | Наківубо Вілла           | 1:0      | 0:1         |
| Клуб Африкен           | 7:2            | Рекен де л'Атлантік      | 5:1      | 2:1         |
| Сент-Елуа Лупопо       | 1:1 (ч)        | ЖАК                      | 1:1      | 0:0         |
| Гор Магіа              | 1:4            | Гайлендерс               | 1:0      | 0:4         |
| Гартс оф Оук           | 5:5 (ч)        | Петру Атлетіку           | 4:2      | 1:3         |
| Інтер (Браззавіль)     | 2:2 (ч)        | Вітал'О                  | 2:1      | 0:0         |
| Івуаньянву Нейшнл      | 3:2            | Олд Едвардіанс           | 3:0      | 0:2         |
| Кабілія                | 6:1            | Елект:Спорт              | 6:0      | 0:1         |
| Мачеде (Мапуту)        | 1:2            | Памба                    | 1:1      | 0:1         |
| Нкана Ред Девілз       | 9:0            | АСФ Фіанаранцуа          | 6:0      | 3:0 (т. п.) |
| Порт Аутономе          | 0:1            | Джоліба                  | 0:0      | 0:1         |
| Сагель                 | 1:3            | Відад                    | 0:0      | 1:3         |
| Санрайс Флак Юнайтед   | 7:2            | Денвер Сандаунз          | 6:0      | 1:2         |
| Юніон Дуала            | 5:1            | Етуаль Філант (Уагадугу) | 3:0      | 2:1         |

Примітки
1. ↑  «Аддіс-Абебу» знявся з турніру.
2. ↑  «АСФ Фіанаранцуа» після першого матчі знявся з турніру.

### Другий раунд
| Команда 1         | Заг.           | Команда 2            | 1-й матч | 2-й матч |
| ----------------- | -------------- | -------------------- | -------- | -------- |
| Аль-Аглі (Каїр)   | 4:1            | Гайлендерс           | 3:1      | 1:0      |
| Клуб Африкен      | 2:0            | Джоліба              | 2:0      | 0:0      |
| Івуаньянву Нейшнл | 7:1            | ЖАК                  | 5:0      | 2:1      |
| Кабілія           | 1:3            | Відад                | 1:0      | 0:3      |
| Наківубо Вілла    | 5:3            | Памба                | 4:1      | 1:2      |
| Нкана Ред Девілз  | 4:3            | Санрайс Флак Юнайтед | 4:1      | 0:2      |
| Петру Атлетіку    | 1:1 (пен. 1:3) | АСЕК Мімозас         | 1:0      | 0:1      |
| Юніон Дуала       | 2:0            | Вітал'О              | 2:0      | 0:0      |

## Плей-оф

### Чвертьфінал
| Команда 1         | Заг.           | Команда 2        | 1-й матч | 2-й матч |
| ----------------- | -------------- | ---------------- | -------- | -------- |
| Аль-Аглі (Каїр)   | 2:2 (пен. 2:4) | Наківубо Вілла   | 2:0      | 0:2      |
| Клуб Африкен      | 2:1            | Відад            | 2:0      | 0:1      |
| Івуаньянву Нейшнл | 3:3 (пен. 6:5) | АСЕК Мімозас     | 3:0      | 0:3      |
| Юніон Дуала       | 2:2            | Нкана Ред Девілз | 2:1      | 0:1      |

### Півфінал
| Команда 1      | Заг.    | Команда 2         | 1-й матч | 2-й матч |
| -------------- | ------- | ----------------- | -------- | -------- |
| Клуб Африкен   | 4:4 (ч) | Нкана Ред Девілз  | 3:0      | 1:4      |
| Наківубо Вілла | 4:3     | Івуаньянву Нейшнл | 3:2      | 1:1      |

### Фінал
| 23 листопада 1991 |

| Клуб Африкен                                                           | 6:2 | Наківубо Вілла               |
| ---------------------------------------------------------------------- | --- | ---------------------------- |
| Мхаїссі 30', 49' Туаті 44' Адель Селлімі 57' Туаті 44' Руїссі 79', 84' |     | Сулейман Като 33' Мусісі 81' |

| «Олімпік ель-Мензах», Туніс Глядачів: 40 000 Арбітр: Г. Куассі (Того) |

| 14 грудня 1991 |

| Наківубо Вілла    | 1:1 | Клуб Африкен |
| ----------------- | --- | ------------ |
| Іді Бутамбузе 71' |     | Туаті 51'    |

| «Наківубо», Кампала Глядачів: 25 000 Арбітр: Барада Сене (Сенегал) |

| Чемпіон Кубка африканських чемпіонів 1991 [[Файл:Flag of Tunisia.svg\|border\|border\|100px\|Туніс]] Клуб Африкен (1-й титул) |